# کروگلانه
کروگلانه (به لهستانی:  Kruglany) یک روستا در لهستان است که در گمینا کوژنگتسا واقع شده‌است.